# Cái (họ)
Cái (giản thể: 盖, phồn thể: 蓋, bính âm: gài) là một họ ít phổ biến tại Trung Quốc và Việt Nam.

## Trung Quốc
Tại Trung Quốc, họ Cái được xếp vào vị trí thứ 405 trong Bách gia tính.
Họ Cái nguyên từ họ Khương, thời Xuân Thu Công tộc đại phu nước Tề là Dương Hoan, được thụ phong tại Cái Ấp, nay là Tây bắc huyện Ngân Thủy, tỉnh Sơn Đông. Nên hậu duệ Con Cháu đời sau lấy nơi được thụ phong làm họ.
Từ cuối triều Đông Hán đến Nam Bắc triều, phía bắc Trung Quốc, xuất hiện 2 chi Họ Cái: Họ Cái (盖) (họ đơn) người Hồ dân thiểu số tại Lư Thủy (庐水), và Cái Lâu (盖楼) (họ kép) sau đổi lại họ Cái.
Câu đối Từ Đường Họ Cái (câu đối viết cho nhà hương quả - nơi thờ tổ tiên của họ Cái):
| Chữ Hán              | Phiên âm                             | Nghĩa |
| -------------------- | ------------------------------------ | --- |
| 宗承姜姓；           | Tông thừa Khương tính                | nguồn phát tích Họ Cái. |
| 秀毓渔阳。           | Tú dục Ngư Dương                     | nguồn phát tích Họ Cái. |
| 宏基厚德汝南郡；     | Hồng cơ hậu đức Nhữ Nam Quận         | chỉ Quận và Đường Hiệu họ Cái |
| 人杰永昌多士堂。     | Nhân kiệt vĩnh xương Đa Sĩ Đường     | chỉ Quận và Đường Hiệu họ Cái |
| 威重虎牙，名扬云阁； | Uy trọng hổ nha, danh dương vân các  | Sau khi Hán Quan Vũ Đế lập nên Triều Đông Hán, phong chức Hổ Nha Tướng Quân cho Cái Diên, được hoạ đức tượng đặt tại Vân Đài Các                                                |
| 文蜚风采，誉满瀛洲。 | Văn phi phong thái, dự mãn dinh châu | Gián Nghị Đại Phu triều Đường là Cái Văn Đạt bác học kinh thư, tinh thông sử sách. Đường Thái Tông phong chức Tung Hiền Quán học sĩ, là một trong "Thập bát học sĩ" đương thời. |
| 治黄老三齐致聘；     | Trị Hoàng lão tam tề chí sính        | Cái Công (trào Tây Hán), tinh thông đạo trị quốc |
| 讲春秋二盖驰名。     | Giảng xuân thu nhị Cái thi danh      | Chỉ Cái Văn Đạt. |
| 英名盖世三岔口；     | Anh danh cái thế tam xoa khẩu        | Câu đối này do Điền Hán (tác giả quốc ca Trung Quốc), đề tặng kịch tác gia Cái Khiếu Thiên, đã sáng tác các tuồng Võ Tòng, Tam xoá khẩu, Thập tự pha v..v..                     |
| 杰作惊人十字坡。     | Kiệt tác kinh nhân thập tự pha       | Câu đối này do Điền Hán (tác giả quốc ca Trung Quốc), đề tặng kịch tác gia Cái Khiếu Thiên, đã sáng tác các tuồng Võ Tòng, Tam xoá khẩu, Thập tự pha v..v..                     |

Họ Cái được cho là có lịch sử hàng ngàn năm về trước, xuất hiện từ thời Xuân Thu Chiến Quốc, và có mối liên hệ mật thiết với Họ Thái và nước Sái (có Bính âm là Cai, đôi khi còn được phiên âm Hán Việt là Sái).
Nước Cai (Cai_(state), Cai (država)) còn được gọi là Nước Thái (tiếng Trung: 蔡國; Bính âm: Càiguó; Wade-Giles: Ts'ai Kuo) là một tiểu quốc tại Trung Quốc trong thời kỳ nhà Chu (1122 TCN–256 TCN), nổi lên và trở nên đông mạnh, có ảnh hưởng lớn trong thời kỳ Xuân Thu (770 TCN-476 TCN). Trong thời đoạn này, Nước CAI (Cái Quốc hay Cái Mã Quốc (蓋馬國)) đã có mối liên hệ lịch sử với Thìn Quốc (Hàn Quốc và Triều Tiên ngày nay).

## Việt Nam
Họ Cái tại Việt Nam Họ người Kinh và người Việt gốc Hoa, thường được Hán hóa mạnh kể từ đầu Công nguyên, trong thời kỳ Bắc thuộc lần 2 trở và xuất phát từ Quảng Đông, Phúc Kiến, Đài Loan.
Dân số họ Cái sống rải rác khắp mọi miền trên đất nước Việt Nam, nhưng cho đến nay, tập trung nhiều ở các tỉnh Quảng Bình, Quảng Trị, Huế, Bình Đnh, Đồng Nai, Kiên Giang, các tỉnh Miền Tây Nam Bộ, Thành phố Hồ Chí Minh, Hà Nội.
Một số thành viên họ Cái đã di cư và hiện đang sinh sống, lập nghiệp ở các quốc gia láng giềng như Singapore, Đài Loan, Campuchia, Hoa Kỳ.

## Một số nhân vật nổi bật

### Trung Quốc
- Cái Diên người Yếu Dương, Ngư Dương, tướng lĩnh (Hổ nha đại tướng quân,[12]) khai quốc công thần nhà Đông Hán, một trong Vân Đài nhị thập bát tướng[13], được sử sách ghi chép tại Quyển 18 Ngô Cái Trần Tang liệt truyện 8.[14]
- Cái Khoan Nhiêu trong Cái Gia Cát Lưu Trịnh Tôn Vô Tương Hà truyện[15]
- Cái Quảng Tiễn thời Hán Tuyên Đế
- Cái Ngụ thời Đường mạt - Ngũ Đại[16]
- Cái Tông (蓋琮)[17]
- Cái Gia Vận, quan võ giữ chức Thích Tây Tiết độ sử thời Đường Huyền Tông.
- Cái Hồng trong cuộc khởi nghĩa Loạn Hoàng Sào ở triều đại của Đường Hy Tông.
- Cái Nhiếp: nhân vật lịch sử thời Tần Thủy Hoàng trong bộ tác phẩm kiếm hiệp Tần Thời Minh Nguyệt của tác giả Ôn Thế Nhân.
- Cái Ngô (蓋吳): nhân vật lịch sử, người Hán Nô, thời Bắc Ngụy Thái Vũ Đế, đã bắt đầu một cuộc nổi dậy chống lại Bắc Ngụy tại Hạnh Thành (杏城, nay thuộc Diên An, Thiểm Tây).
- Cái Huân: được sử sách Trung Quốc ghi chép tại Quyển 58 Ngu Truyền Cái Tang liệt truyện 48 của Hậu Hán thư.
- Cái Văn Đạt: được sử sách Trung Quốc ghi chép tại Liệt truyện 139 thượng – Nho học truyện quyển thượng của Cựu Đường thư, và Liệt truyện 123 Nho học thượng của Tân Đường thư.

### Việt Nam
- Cái Thị Trinh (蓋氏貞), phong hiệu Thất giai Quý nhân, thứ phi của vua Minh Mạng, người Hải Lăng, Quảng Trị, là con gái của ông Cái Văn Hợp. Bà sinh được một con trai là Ba Xuyên Quận công Miên Túc và hai con gái là Vĩnh An Công chúa Hòa Thục và Phương Duy Công chúa Vĩnh Gia.
- Cái Thị Thu (năm sinh và mất không rõ), phong hiệu Mỹ nhân, thụy là Nhu Ý, thứ phi của vua Gia Long, sinh được một hoàng nữ là An Điềm Công chúa Ngọc Vân.
- Cái Phùng (蓋馮) là danh thần đời Lê Thánh Tông, quê làng Thổ Hoàng, huyện Thiên Thi, phủ Khoái Châu, tỉnh Hưng Yên, nay là thị trấn Ân Thi huyện Ân Thi, tỉnh Hưng Yên. Năm Quý Mùi 1463, niên hiệu Quang Thuận 4 đời vua Lê Thánh Tông, ông 23 tuổi, đỗ tiến sĩ[18], nổi tiếng thơ văn. Tính cương trực quả cảm, được Lê Thánh Tông, triều thần và sĩ phu trọng vọng. Sang đời Lê Hiến Tông, ông càng được tin dùng. Làm đến Tả thị lang bộ Lại, quyền Thượng thư bộ Binh.[18]
- Cái Văn Hiếu (Khâm sai thuộc Nội Cai cơ Phó quản Đồ gia Hiếu Thuận hầu thần), là một trong bốn vị quan được vua Gia Long giao giám sát việc chế tạo Cửu vị thần công.